# جان ون
جان وِن (به انگلیسی: John Venn) فیلسوف و منطق‌دان بریتانیایی بود و به دلیل نمودار ون که به طور گسترده در بسیاری از علوم استفاده می‌شود، شهرت یافت.